# Mid Bedfordshire
Mid Bedfordshire var ett distrikt i Central Bedfordshire enhetskommun i Bedfordshire grevskap, England. Distriktet hade 121 024 invånare (2001).

## Civil parishes
- Ampthill, Arlesey, Aspley Guise, Aspley Heath, Astwick, Battlesden, Biggleswade, Blunham, Brogborough, Campton and Chicksands, Clifton, Clophill, Cranfield, Dunton, Edworth, Eversholt, Everton, Eyeworth, Flitton and Greenfield, Flitwick, Gravenhurst, Harlington, Haynes, Henlow, Houghton Conquest, Hulcote and Salford, Husborne Crawley, Langford, Lidlington, Marston Moretaine, Maulden, Meppershall, Millbrook, Milton Bryan, Mogerhanger, Northill, Old Warden, Potsgrove, Potton, Pulloxhill, Ridgmont, Sandy, Shefford, Shillington, Silsoe, Southill, Steppingley, Stondon, Stotfold, Sutton, Tempsford, Tingrith, Westoning, Woburn och Wrestlingworth and Cockayne Hatley.[2]